# Holmsjön (Färgaryds socken, Småland)
Holmsjön är en sjö i Hylte kommun i Småland och ingår i Nissans huvudavrinningsområde. Sjön har en area på 0,337 kvadratkilometer och ligger 143,1 meter över havet.

## Delavrinningsområde
Holmsjön ingår i det delavrinningsområde (631318-134451) som SMHI kallar för Ovan 631225-134124. Medelhöjden är 145 meter över havet och ytan är 18,71 kvadratkilometer. Det finns ett avrinningsområde uppströms, och räknas det in blir den ackumulerade arean 24,21 kvadratkilometer. Klubbån som avvattnar avrinningsområdet har biflödesordning 2, vilket innebär att vattnet flödar genom totalt 2 vattendrag innan det når havet efter 56 kilometer. Avrinningsområdet består mestadels av skog (76 procent) och sankmarker (14 procent). Avrinningsområdet har 0,34 kvadratkilometer vattenytor vilket ger det en sjöprocent på 1,8 procent.